# Faris McReynolds
Faris Ahmad Liam McReynolds (* 12. November 1977 in Dallas, Texas) ist ein US-amerikanischer Maler und Musiker.
McReynolds lebt in Los Angeles. Seine Bilder wurden in Tokio, Los Angeles, New York, Berlin, Padua und Antwerpen, auch in zahlreichen Einzelausstellungen gezeigt. Berichte über sein Werk sind in Details, Art Papers, Tema Celeste, Flash Art Magazine und Art Week veröffentlicht worden.
McReynolds wuchs als Sohn einer Inderin und eines Amerikaners in Richardson, einem Vorort von Dallas, auf. Er verbrachte seine Kindheit abwechselnd in Texas und Bombay und trat im Alter von acht Jahren (er ist der Neffe der Schauspieler Aditya Pancholi und Zarina Wahab) in einem Bollywoodfilm mit dem Titel Shahadat auf. Im Jahr 2000 erhielt er seinen BFA (Bachelor of Fine Arts) am Otis College of Arts and Design in Los Angeles. Bereits mit 21 Jahren begann seine Gemälde der Öffentlichkeit zu zeigen.
Stilistisch scheint McReynolds aktuelle Malerei stark beeinflusst vom französischen Impressionismus und Post-Impressionismus, dem Werk von Richard Prince und Sherrie Levine aus den 1980er Jahren, Andy Warhols Katastrophenbildern sowie von Francis Bacon.
Seine Pinselführung reicht vom expressiven Impasto bis zum zarten Aquarell. Die meisten seiner Bilder werden in einer einzigen Sitzung vollendet, um die unmittelbare Aktion einzufangen. Anstatt reale Ereignisse zu dokumentieren, richtet er seine Aufmerksamkeit auf die theatralische Bildsymbolik, die der Komödie und der Tragödie innewohnt.

## Veröffentlichungen
- 2007: Entertain Us! A Selection of Paintings by Faris McReynolds